# Roque de la Grieta
El Roque de la Grieta o Topo de la Grieta es uno de los picos que constituyen el circo de Las Cañadas del Teide, en Tenerife (Canarias, España). Se encuentra en la cabecera del municipio de Arico, dispuesto en el límite que el parque nacional del Teide establece con el parque natural de la Corona Forestal. Su punto más elevado asciende hasta los 2576 metros de altura y es la cuarta altitud de Tenerife y de Canarias tras el Teide, Pico Viejo y el Alto de Guajara. 

## Descripción
Este edificio geológico, eminentemente integrado por rocas ignimbritas, forma un gran espolón con hendiduras verticales que tiene un frente lávico caracterizado por una nutrida masa de rocas obsidiánicas. De la parte baja de esta montaña partía el antiguo sendero para ascender al Teide.

## Historia
El Roque de la Grieta fue el lugar en el que en el año 1971 se liberaron los primeros ejemplares de muflón, un importante depredador de las especies vegetales del parque, muchas de ellas en peligro de extinción y sujetas a un riguroso plan de conservación. Es por ello que las administraciones de la isla han considerado vital la erradicación del muflón para salvaguardar la flora endémica. La población de muflones actualmente se cifra en torno al centenar.
En las inmediaciones de este lugar se pueden contemplar las ruinas de un observatorio alemán financiado por el Kaiser Guillermo II de Alemania y las de las casas de los enfermos que, en este clima, curaban de enfermedades contagiosas y respiratorias. Curiosamente, el Roque de la Grieta ostenta el récord de la temperatura más baja registrada en Canarias, -21 °C en 1912. 
El Patronato del Parque nacional del Teide ha habilitado senderos con el fin de poder llegar a la cumbre, no exentos de cierta dificultad.